# Apil-Sin
Apil-Sin (fl. XIX secolo a.C.) è stato il quarto re della Prima dinastia di Babilonia.
Regnò dal 1830 al 1813 a.C. secondo la cronologia media.